# Грофф, Джонатан
Джо́натан Дрю Грофф (англ. Jonathan Drew Groff; род. 26 марта 1985) — американский актёр и певец. Лауреат премии «Тони» и «Грэмми», а также номинант на премию «Эмми». Наиболее известен благодаря своим выступлениям в бродвейских мюзиклах, а также по ролям в сериалах «Хор» (2010—2015), «В поиске» (2014—2015) и «Охотник за разумом» (2017—2019).

## Ранние годы
Грофф родился и вырос в Ланкастере, штат Пенсильвания, в семье учительницы физкультуры Джули Грофф (урождённой Уитмер) и тренера лошадей Джима Гроффа. У него есть старший брат Дэвид.

## Карьера
Грофф дебютировал на бродвейской сцене в 2005 году, после чего получил главную роль в мюзикле «Весеннее пробуждение» и был номинирован на премию «Тони» в категории «Лучший актёр в мюзикле», в 22 года став одним из самых юных претендентов на награду в этой категории. Актёр добился большего успеха благодаря ролям в «Звуки музыки», «Волосы» и других. На большом экране он дебютировал в фильме 2009 года «Штурмуя Вудсток».
В начале 2007 года Грофф дебютировал на телевидении с второстепенной ролью в дневной мыльной опере ABC «Одна жизнь, чтобы жить». Он затем появился в роли Джесси Сент-Джеймса в сериале «Хор». Один критик негативно оценил его в этой роли, отметив, что он неубедителен в образе гетеросексуального молодого человека. Тем не менее Кристин Ченовет и создатель шоу Райан Мерфи встали на защиту Гроффа.
В 2012 году он снялся во втором сезоне сериала «Босс», а после озвучил одного из основных персонажей коммерчески успешного анимационного фильма «Холодное сердце». В 2016 году был номинирован на премию «Тони» в категории «Лучший актёр второго плана в мюзикле» за исполнение роли Короля Георга III в мюзикле «Гамильтон». Кроме того, вместе с актёрским составом «Гамильтона» Грофф был удостоен премии «Грэмми» в категории «Лучший альбом музыкального театра».
В 2014—2016 годах Грофф исполнял главную роль в сериале HBO «В поиске». Шоу было высоко оценено критиками, но из-за низких рейтингов было закрыто после второго сезона. Грофф также снялся в завершающем его телефильме «В поиске: Фильм» (2016).
С 2017 по 2019 год Грофф исполнял ведущую роль в сериале Netflix «Охотник за разумом».

## Личная жизнь
Грофф — гей. Он встречался с актёром Гэвином Крилом с 2009 по 2010 год, актёром Закари Куинто с 2010 по 2013 год и хореографом Кори Бейкером с 2018 по 2020 год.

## Фильмография

### Кино
| Год  | Русское название            | Оригинальное название      | Роль                   | Примечания             |
| ---- | --------------------------- | -------------------------- | ---------------------- | ---------------------- |
| 2009 | Штурмуя Вудсток             | Taking Woodstock           | Майкл Лэнг             |                        |
| 2010 | Двенадцать тридцать         | Twelve Thirty              | Джефф                  |                        |
| 2010 | Заговорщица                 | The Conspirator            | Луи Вейчман            |                        |
| 2013 | Божье дитя                  | C.O.G.                     | Сэмюэл                 |                        |
| 2013 | Холодное сердце             | Frozen                     | Кристофф (озвучивание) |                        |
| 2014 |                             | Russian Broadway Shut Down | Николай                |                        |
| 2014 | Софи                        | Sophie                     | Бен                    | Короткометражный фильм |
| 2014 | Снайпер                     | American Sniper            | молодой Ветмадс        |                        |
| 2015 | Холодное торжество          | Frozen Fever               | Кристофф (озвучивание) |                        |
| 2017 | Олаф и холодное приключение | Olaf’s Frozen Adventure    | Кристофф (озвучивание) |                        |
| 2018 | Американский убийца         | American Murderer          | Джейсон                | Короткометражный фильм |
| 2019 | Холодное сердце 2           | Frozen 2                   | Кристофф (озвучивание) |                        |
| 2021 | Матрица: Воскрешение        | The Matrix Resurrections   | Агент Смит             |                        |
| 2023 | Стук в дверь                | Knock at the Cabin         | Эрик                   |                        |
| 2023 | Однажды в студии            | Once Upon a Studio         | Кристофф (озвучивание) | Короткометражный фильм |
| 2024 | Милый индийский парень      | A Nice Indian Boy          | Джей Курундкар         |                        |
| 2024 | Ультрамен: Путь к вершине   | Ultraman: Rising           | Олли (озвучивание)     |                        |

### Телевидение
| Год       | Русское название                       | Оригинальное название                | Роль                          | Примечания                                          |
| --------- | -------------------------------------- | ------------------------------------ | ----------------------------- | --------------------------------------------------- |
| 2007      | Одна жизнь, чтобы жить                 | One Life to Live                     | Генри Мэклер                  | 11 эпизодов                                         |
| 2008      | Красавчик/милашка                      | Pretty/Handsome                      | Патрик Фитцпэйн               | Невышедший пилот                                    |
| 2010—2015 | Хор                                    | Glee                                 | Джесси Сент-Джеймс            | 14 эпизодов                                         |
| 2012      | Хорошая жена                           | The Good Wife                        | Джимми Фельнер                | Эпизод: «Live from Damascus»                        |
| 2012      | Босс                                   | Boss                                 | Иэн Тодд                      | Регулярная роль, 10 эпизодов                        |
| 2014—2015 | В поиске                               | Looking                              | Патрик                        | Регулярная роль, 18 эпизодов                        |
| 2014      | Обычное сердце                         | The Normal Heart                     | Крейг Доннер                  | Телевизионный фильм                                 |
| 2016      | В поиске: Фильм                        | Looking: The Movie                   | Патрик                        | Телевизионный фильм                                 |
| 2017—2019 | Охотник за разумом                     | Mindhunter                           | Холден Форд                   | Регулярная роль, 19 эпизодов                        |
| 2018      | Симпсоны                               | The Simpsons                         | актёр, играющий Барта (голос) | Эпизод: «Bart’s Not Dead»                           |
| 2020      | Гамильтон                              | Hamilton                             | Георг III                     | Запись бродвейского мюзикла 2016 года               |
| 2021      | Неуязвимый                             | Invincible                           | Рик Шеридан (голос)           | Эпизод: «You Look Kinda Dead»                       |
| 2022      | И просто так                           | And Just Like That…                  | доктор Пол Дэвид              | Эпизод: «Diwali»                                    |
| 2022      | Жизнь и Бет                            | Life & Beth                          | Травис                        | Эпизод: «Pancakes»                                  |
| 2022      | Весеннее пробуждение: Те, кого ты знал | Spring Awakening: Those You've Known | в роли себя                   | Документальный фильм, также исполнительный продюсер |
| 2022      | Олли потерялся                         | Lost Ollie                           | Олли (голос)                  | Главная роль                                        |
| 2024—2025 | Доктор Кто                             | Doctor Who                           | Плут                          | 2 эпизода                                           |
| 2025      | Этуаль                                 | Étoile                               | Кевин                         | Эпизод: «The Slip»                                  |